# BBC Radio Suffolk
BBC Radio Suffolk – brytyjska stacja radiowa należąca do publicznego nadawcy BBC i pełniąca w jego sieci rolę stacji lokalnej dla hrabstwa Suffolk. Została uruchomiona 12 kwietnia 1990, zaś jej siedziba mieści się w Ipswich. Sygnał rozgłośni dostępny jest w analogowym przekazie naziemnym oraz w Internecie. 
Oprócz audycji własnych stacja transmituje również programy innych rozgłośni lokalnych BBC ze wschodniej Anglii oraz z Leeds, a w nocy programy ogólnokrajowego BBC Radio 5 Live. 